# 三三四高中教育改革
三三四高中教育改革，簡稱三三四、高中三改四、三改四，是香港教育界於2009年9月開始實施的教育改革，重點是推行三三四學制，即改變過去源於英國的三二二三學制的三年初中、兩年高中、兩年預科及三年大學本科課程，成為美國、加拿大及中國大陸等地所採用的三年初中、三年高中及四年大學本科課程。隨著課程結構轉變，教育局亦推出各個新科目，給予學生能夠報讀更多實用的課程和其他學習經歷，改革為人詬病的『填鴨式』教育模式，以及能更專注於學習及生活，而非操練考試技巧。

## 背景
英屬香港時期，港英政府並無積極對香港教育進行干涉，容許教育政策自由放任，政府並沒有要求所有學校跟隨英國教育制度，因此當時基本只有英文學校跟隨英國學制的「八班制」。至於中文中學（「中中」），則多跟隨中國大陸的六年制中學課程（初中三年、高中三年），以便學生到該處升學，直至1929年，港府頒布《中小學中文課程標準》，才因該指引的規定而全數採行「六．三．三」制（六年小學、三年初中、三年高中）。至於大學方面，香港大學跟隨英國三年學制，而香港中文大學則提供四年制本科課程。
1978年，港府發表《高中及專上教育發展白皮書》，建議正式將四年制全面改為二二一制（首二年為預科，第三及第四年修畢可獲高級文憑，第五年修畢可獲榮譽文憑），若院校接受建議，將獲得政府經濟援助並可向政府註冊為專上學院。當時除樹仁學院（今香港樹仁大學）拒絕政府建議外，其他專上學院皆接受建議。
1988年6月16日，教育統籌委員會發表《第三號報告書》，建議學士學位課程劃一為三年，預科改為兩年，跟隨英國教育制度。這決定引來全港師生強烈不滿，中大學生有示威活動、樹仁學院學生更以絕食抗議。

## 舊制高中預科課程的問題
香港預科高考或大學入學試，即香港大學入學資格考試（The University of Hong Kong Matriculation Examination）及中文大學的香港高等程度會考（Hong Kong Higher Level Examination，1979年後由考試局接辦）歸大學管理，教育署的課程管轄範圍只到中五會考。直到1991年香港第三所大學—香港科技大學成立後，香港三所大學入學試才統一為香港高級程度會考（HK A-Level Examination），並於1994年開考，而香港預科高級補充程度及高級程度各科課程綱要則要到1991–1992年間才正式頒布。
香港預科課程普遍被認為較其他實行英式教育體制的地區為深，並與大學本科第一年課程重疊，不少香港學校採用的預科教科書甚至不是得到當時教育署確認的英國預科教科書，而是大學本科一年級的教科書。這種做法，一方面使預科學生更早熟習大學課程的學習方式，二來使學生對所讀的課程更瞭解，以避免學生為應付考試而要強記課程內容。這種「跳級」的學習方式為不少希望推行教育改革的人所詬病，但對於香港當時大專學額普遍不足的情況下，這種方式卻成為一種有效的篩選方式，從應考者中挑選高材生。

## 新課程改革
經過一連串準備，教育統籌局於2004年發表諮詢文件，建議推行「三三四」學制（三年初中、三年高中、四年大學）。新課程剔除部份出現重疊和過時的科目，而中國語文、英國語文、數學科以及通識教育科則成為「核心必修科目」。
為配合未來對通識教育科教師的需求，政府已為有關教師提供在職培訓。2012年，香港中學會考（HKCEE）及香港高級程度會考（HKAL）將會被香港中學文憑考試（HKDSE）所取代，成為唯一專為中學畢業生而設的公開考試，而過去作為八間資助院校 統一收生程序的大學聯合招生辦法（JUPAS），除涉及中學會考成績的拔尖計劃部分外，則予以保留並繼續使用。
此外，新學制改革公開考試制度，以「香港中學文憑試」取代中五中學會考及中七高級程度會考；文憑試成為大學入學考試並作出兩項評核改變，引入校本評核，并改「常模參照」（Norm-reference）為「標準參照」（Criterion-reference）。
教育局在2005年5月發表《高中及高等教育新學制—投資香港未來的行動方案》報告書，公布將於2009年9月在中四級中實施三年高中學制，並已於該年如期順利推行。

## 科目一覽

### 核心必修科目
中國語文、英國語文、數學、通識教育【2009-2023】、公民與社會發展科【2021-】（取代通识教育，2021/22學年起在中四級推行）

### 選修科目
根據政策，每學生可選擇兩至三個選修科，可純文、純理或文理兼備，惟這視乎學生所屬學校的課程安排，自修生除外。
文學科目
中國文學、英語文學
個人、社會及人文教育
中國歷史、歷史、地理、經濟、旅遊與款待、倫理與宗教
科學教育
物理、化學、生物
科技教育
企業、會計與財務概論（BAFS）、設計與應用科技（DAT）、健康管理與社會關懷、資訊及通訊科技、科技與生活
體藝教育
音樂、視覺藝術、體育
科目延伸部分
數學M1/M2

## 成績對照
學界擔心新課程由於未必與海外中學畢業證書接軌，而國際間現時尚未有一個普遍通行的預科文憑標準，使將來學生離港升學時可能會有認受性的問題。不過，教統局（現為教育局）指課程將會與現時的GCE AS-Level及未來的GCE A-Level等同。而香港考試及評核局正和不同的海外大學商討認可香港中學文憑考試為入學資格。
UCAS分數對照制度
除數學科外，23個甲類新高中科目的UCAS對照分數如下： 
| 等級 | 對照分數 | 備註                                      |
| ---- | -------- | ----------------------------------------- |
| 5**  | 145      | 略高於英國普通教育文憑高級程度考試的A*級  |
| 5*   | 130      | 介乎英國普通教育文憑高級程度考試的A與A*級 |
| 5    | 120      | 與英國普通教育文憑高級程度考試的A級相若   |
| 4    | 80       | 與英國普通教育文憑高級程度考試的C級相若   |
| 3    | 40       | 與英國普通教育文憑高級程度考試的E級相若   |

數學科的UCAS對照分數︰
| 等級 | 必修部分對照分數 | 延伸部分對照分數 |
| ---- | ---------------- | ---------------- |
| 5**  | 65               | 80               |
| 5*   | 60               | 70               |
| 5    | 45               | 60               |
| 4    | 35               | 50               |
| 3    | 25               | 40               |

備註︰
- 如考生於必修部分及延伸部分均取得5**級，便可獲145分（65+80分），略高於英國普通教育文憑高級程度考試的A*級
- 如考生於必修部分取得5*級，而延伸部分取得第5級，便可獲120分即（60+60分），與英國普通教育文憑高級程度考試的A級相若

香港考試及評核局亦在完成首屆香港中學文憑考試後，選出約400名在英國語文科取得第2至5**級的學校考生參與研究，邀請他們在暑假期間參加國際英語水平測試 (IELTS)，以了解文憑試英國語文科考生的水平。經過分析，文憑試英國語文科與 IELTS 的對應分數如下︰
| 文憑試英國語文科等級 | 對應 IELTS 整體分數 | 英語運用的程度                       |
| -------------------- | ------------------- | ------------------------------------ |
| 5**                  | 7.51 – 7.77         | 良好水平 (Good User)                 |
| 5*                   | 7.16 – 7.32         | 良好水平 (Good User)                 |
| 5                    | 6.81 – 6.99         | 合格水平 (Competent User)            |
| 4                    | 6.31 – 6.51         | 合格水平 (Competent User)            |
| 3                    | 5.48 – 5.68         | 基礎水平 (Modest User)               |
| 2                    | 4.79 – 5.07         | 基礎／有限水平 (Modest/Limited User) |

## 爭議

### 新高中課程設計
新興科目「退修潮」
新高中學制標榜科目多元化，目的讓學生選擇不再局限於傳統的文理商工科，多個新興科目均由會考及高考課程中由多個課程合併組成。包括：
- 「設計與應用科技」由工業繪圖、圖象傳意、設計與科技、設計與科技（另選課程）、電子與電學、科技概論、電子學組成；
- 「企業、會計與財務概論」由會計學原理、商業、企業概論組成；
- 「科技與生活」由家政（服裝與設計）、家政（膳食、家居與家庭）、時裝及成衣、膳宿服務等科目組成；
- 「組合科學」（俗稱「雙拼」）是配搭物理、化學或生物其中兩個科目，讓學生同時涉獵兩個範疇的基礎知識[8]；
- 「綜合科學」（俗稱「三拼」）更是由「物理、化學及生物」三科組成。

有報導指，設計與應用科技、科技與生活、組合科學、綜合科學均現「退修潮」，學生紛紛轉而修讀獨立的物理、化學和生物科，師生均認為課程內容過多，實行上困難重重，不是『0.5＋0.5＝1』而是『0.5＋0.5＝1.4』。
三科理科的科任老師須互相協調授課內容，惟課程緊逼，一個循環周只有兩至三堂組合科學課，令師生均感吃力。任教傳統理科的老師累積一定教學經驗，卻不願任教新興科目，坊間亦缺乏應試練習與額外教材。
組合科不獲承認，學科名存實亡
組合科學不獲部分本地和外國大學承認，開辦組合科學的中學逐年遞減，報讀人數亦於在六年間由九千多人跌至千餘人，每屆平均有逾三成人退修，學科名存實亡。2024年文憑試，組合科學和綜合科學正式被取消。
「四必修及三選修」設計脫離現實
教育評議會副主席黃家樑指出，由於教育局設計課程時高估新高中學習時數，令大量科目教學時間不足，而且學生應付四個核心科目已疲於奔命，所以選讀三個選修科的學生比率拾級而下，而大學收生要求都只是一或兩個選修科，也間接減少學生選修三科的誘因。
選修課減少，學習不全面
教育評議會副主席黃家樑指出，由於選修三科者遞減，相比起會考和高考，新一代的知識面日趨狹窄，未能達到科目之間相互配合，例如理科的基本組合「物理、化學、生物」選修人數不足；人文學科和社會科學的學科如「文學、中史、歷史、地理、經濟」亦因選修減少而未能做到跨科知識相關連，長遠影響社會專門人才培訓。

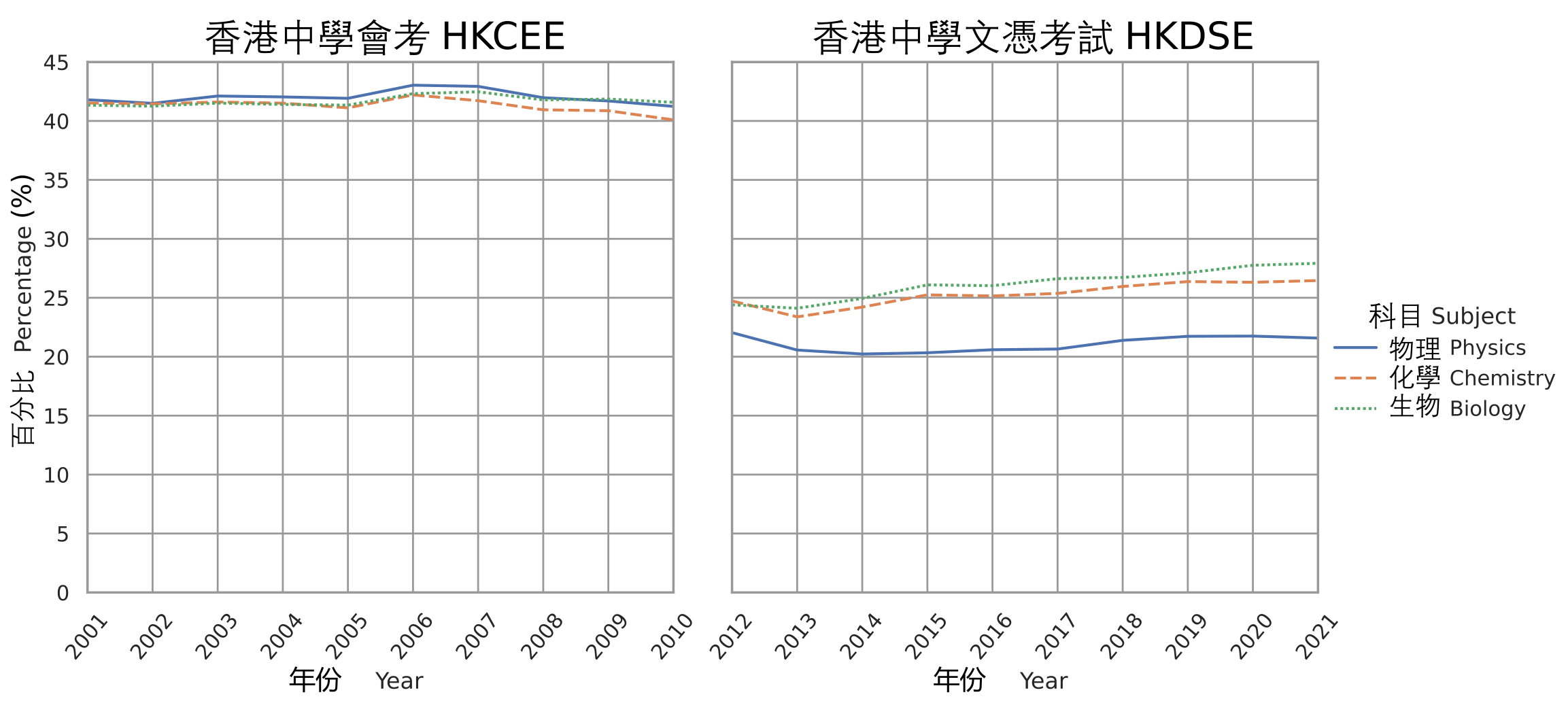
2001至2021年香港公開試選考理科學生比率

資深生物科教師趙志輝指出，物理、化學、生物三科，都是學習自然現象，雖然從不同角度入手，但出發點相同，彼此相輔相成，缺一不可，例如：生物科涉及許多分子結構和化學反應，是化學科的知識；生物科學習眼睛，需要物理科的光學知識；物理科經常處理圖表和方程式，是學好化學和生物的基本功。舊制下理科生，在會考都會完整學習物理、化學、生物三科，預科再深入學習兩到三科，打好科學知識的穩固基礎；但是在文憑試下，由於四科必修科耗費大量精力，一般學生都只選修兩科，又因為新學制鼓勵打破文理分隔，自由組合科目，將三科理科強行割裂，有很多學生不是純理科，混合選修一科理科與一科其他科目，以致科學知識殘缺，對科學教育的影響比文科更嚴重。（按2016年香港中學文憑試的統計，報考物理、化學、生物全部三科的學生只有3.07%。）
由於物理對學生數學能力要求較高，大學也只有很少課程要求學生曾修讀物理，令物理科的選修率明顯較另外兩科低。因此，及因高級數學遭到三三四學制貶抑，以致各院校工程和計算機學系都有未修讀物理和高級數學的新生，需要進行補底，並且各院校都有工程學系學生成績追不上而退學。
新聞網媒引述學生於網上討論區指，「334新學制」廣告誤指學生在新制下比舊制更愉快，但一切都只是「騙局」。學生認為DSE的課程及大學計分方法埋沒了人才，全因DSE太著重必修科，「四科必修科令到好多人放不到時間鑽研自己有興趣之科目，最後兩頭不到岸」。他續指教育為免一試定生死，故意做出Other Learning Experience（OLE）及校本評核，反而增加學生平時之壓力。
為削減開支設下不合理限制
2004年，香港高等院校教職員會聯會主席岑嘉評教授，在立法會教育事務委員會指出，設立四科核心科導致選修科數減少，欠缺多元化，學制變得呆板，無視人才需求的規劃，更斥責教統局強制在中學推行通識科代替其他科目，實際是要減少教師人數，削減教育開支，警告教育改革將會對香港造成重大損失。
資深教育工作者雷其昌，也批評三三四學制大減選修科數目，使學生知識面變窄，有不少中學為提高入大學率，強制學生只能讀兩個選修科，集中時間於核心科，連第一組別中學也不例外。他又指出高中教育改革在2000年代初香港經濟不景氣時制定，政府官員為減少開支，對選修科數設置不合理限制，及弄出不少「不倫不類、三不像」的課程，如只算半科而內容不全面的數學科延伸部分和那些合併出來的新科目。
校本評核
校本評核被質疑不公平，貧富差距會導致家境富裕之學生，「可以多去幾次博物館、參加多幾次語文活動」，所獲分數可能高於家境貧窮者。

### 公開試公信力
考核公信力存疑，成績隨機
香港的大學收生時主要參考文憑試成績，若考試成績並不能反映學生的能力，會製造錯誤訊息，以這些成績的優劣作收生決定影響深遠。
考評局一直有為百多間中學做對應屆考生的各科DSE預測等級和他們的實際DSE等級迴歸分析，並採用統計學中kappa系數來衡量評估公開考試和中學校內考試成績的一致程度。因四大核心科目的考生人數較多，在統計學中，基數較大，數據得出的的意義較為可靠。考評局的數據發現各校對其考生在英文和數學的DSE等級預測準確度達滿意，統計學的指標kappa系数過0.4，評估非常準確。
各校對其考生在中文和通識兩科DSE的等級預測卻最為不準確，2012至2016年一直低於0.4，屬不太準確。
在2012年第一屆通識科文憑試舉辦完畢之後，香港科技大學在2013年9月率先宣布更改2014年的入學計分法，由中文、英文、數學及通識四個必修科均列入「必須計分科目」，改為只將英文及數學列入「必須計分科目」，中文及通識科成績只需符合大學最低入學要求。香港科技大學說更改入學計分法的原因，是分析數據後，發現2012年度入學的學生在科大的校內成績與這兩個科目的文憑試成績的相关過低，這是對文憑試中文科及通識科投下不信任票。

### 中學教學影響
舊學制的中學會考和高級程度會考，分別擔負着全體資歷評核和大學入學考試的角色。中學會考篩掉學習能力差，無心向學的學生；能升上預科班的學生，學業都不會差。即使是第三組別的學校，中一至中五學生水平低劣，不過預科班學生主要來自外校，學校教師較容易應付。三三四學制實行後，一方面文憑試同時肩負全體資歷評核和大學入學試的角色，課程難度和廣度都高於中學會考；另一方面學習能力再差的學生也能升上中六，造成學生能力更加參差不齊，學習差異不斷擴大，令教學難度大增。教師為了遷就較差的學生，被迫調整教學進度，不利於培育資優生。國際學生能力評估計劃（PISA）的報告顯示，新學制實行後，香港學生的閱讀能力和數學能力的校內差異，都較以前增加，而香港資優生的比率和成績，都不及其他與香港同樣居於前列的地區。文憑試成績統計顯示，有3成日校學生，達不到四科核心科2級以上的基本及格水平。

### 中文科
範文
中文科從2005年中四起，就剔除以往主導課程之範文，並延續到新高中的中文科，引起教育界人士猛烈抨擊，有學者指出學生要學好中文，背誦優美範文必不可少。考試取消範文，即使教師講授文章，學生以「不考不讀」心態應付，不會深入研讀。
有教育界人士指出舊制會考之所以為人咎病，在於學生所背誦的是標準答案，而非文學經典。如一刀切禁止學生背誦，將影響學生的理解能力，以及其高階思維發展。
然而，經過新學制中期檢討，教育局於2015年6月公布中文科課程及評估的建議，課程由2015年中四開始，引入12篇指定文言經典學習材料。教育局的指引列明，12篇文言文屬於必修部分之內，作為學生學習的切入點。這12篇指定文言經典學習篇章將於2018年起在文憑試中開始考核，佔卷一的30%，即是佔全科總分的7%。
指引更列明此等文章適合背誦，「教師應鼓勵學生反復吟詠，背誦其中的精華片段」，認為學生能「積累的佳句名篇會潛移默化，逐漸形成自己的思想和語言風格」。
聆聽能力考核
聆聽卷以錄音內容判斷陳述是「正確」、「錯誤」或「無從判斷」的三項選擇題，因為難以作答，被考生稱為「奪命三式」（以往會考及高考時期，還有第四項選擇「部分正確」，被稱為「奪命四式」）。
考評局曾與學校商討是否從五卷取消其中一分卷（由五卷變四卷），最後考評局決定由2016年文憑試開始取消試卷五，保留試卷三，試卷三增加考核綜合能力元素。
「死亡之卷」
該科因考獲等級3（即最低入讀大學要求）的比率一直只有約五成，故有「死亡之卷」之稱。
| 年份 | 日校考生考獲3級以上比率 |
| ---- | ----------------------- |
| 2012 | 50.0%                   |
| 2013 | 52.3%                   |
| 2014 | 51.9%                   |
| 2015 | 52.7%                   |
| 2016 | 55.4%                   |
| 2017 | 56.0%                   |
| 2018 | 57.3%                   |
| 2019 | 58.1%                   |
| 2020 | 58.4%                   |
| 2021 | 60.0%                   |
| 2022 | 59.8%                   |

口試對內向學生不公平
中文大學新亞書院副院長，經濟學家莊太量，指出中文口試要數名考生在限時內小組討論，考生要爭取發言時間，然而內向考生礙於天生性格，難以在短時間內與陌生人爭論，但他們並非不能以母語溝通，只是口試不能公平考核他們的溝通能力，令他們的中文科成績差甚至不及格，妨礙他們升學，是懲罰內向考生。他又指出中文口試卷可以取消，因為不同工種需要不同性格的人，大學和公司可以通過面試評估溝通能力，選擇合適的人。患社交焦慮症考生，更會因面對中文口試產生恐懼，出現軀體化症狀，如反胃、嘔吐等。
操練聽說耗用大量時間
負責推行文憑試的考評局秘書長唐創時，在離任前指出中文科的聆聽和口試操練，佔據了大量時間，令學生疲於應付，影響學習選修科和課外活動。簡化中文科考核，取消聆聽和口試，能騰出課堂時間，讓學生多讀選修科，參與更多課外活動，及減輕學生壓力。
2024年文憑試中文科改革，正式取消聆聽及口試卷，結束自1994年開設高考中化科以來，把母語中文當作外語施教和考核的「中為英教」現象。
補習市場龐大
2015年10月，香港一間上市補習學校在報章刊登大篇幅廣告，聲稱以年薪逾8,500萬港元的豐厚條件利誘一位文憑試中文科補習天王跳槽，事件因而廣泛受到各大傳媒及網民關注，可見考生見文憑試中文科補習市場需求極大，學生只集中考試技巧操練多於學習中國語文知識。

### 數學科
輕視高等數學，削科研競爭力
港科院在2016年12月發表《科學、科技和數學教育與香港創新科技的發展》報告，批評香港高中學制輕視高等數學，造成STEM教育的斷層；報告提出，大學收生時大多不考慮數學科延伸部分，令高中學生缺乏修讀的誘因，加上課程困難、課時不足，造成少人修讀的情況。港科院院長徐立之公開批評數理人才不足會阻礙香港的創科發展，而目前香港的社會風氣的確面臨這種現象，優才生大都選擇醫學、法律方向發展，輕視數學知識與應用。
恆隆數學獎學術委員會主席，著名數學家丘成桐提出香港數學教育忽視微積分課程，香港中學生讀微積分之人數日少，長此以往恐怕阻礙城市的數學及科技發展，難躋身國際先進水平，削弱香港之科研能力及競爭力。
忽略銜接大學本科，理工科學生數理能力下降
香港中文大學數學課程專家黃毅英批評新學制側重通識課程，佔去大量課時，令其他科目的教學時間減少。學生只能修讀數學科一個延伸單元，知識水平只相當於舊制修讀附加數學的中五學生；即使學生修讀數學科延伸部分所有單元，數學水平仍然不及過往修讀香港高級程度會考純粹數學科、香港高級程度會考應用數學科或香港高級補充程度會考數學與統計學的中七學生。
港科院創院院士黃乃正教授表示，主修理工科的大學學生數學根底不夠好，現時許多學生於中三開始已沒再接觸數理知識，即使是理科生，也因目前主要應付了4科主修科（中、英、數、通識）後，只會多選一至兩科以應付DSE考試，未必有修讀進深數學或足夠的理科等，根底略遜，要大學協助補底。港科院正與教育局商討，如何改良數學課程。
曾任數學科督學，任教數學幾十年的資深教育工作者雷其昌指出，因為主持教改官員缺乏遠見，又一意孤行決定數學課程框架，令課時不足的延伸部分課程內容狹窄割裂，不倫不類。有不少學生雖然學了延伸部分的微積分，成績不錯，上到大學卻被發現竟然不懂得三角函數的微積分。
中學校長，前數學科教師楊佩珊也指出，香港學生多數僅讀數學科必修部分，在大學學習涉及高等數學概念的課題時有極大困難，且即使成績達5級，也只是內地學生基礎水平，因此有內地招收港生單位，要為準備升讀內地大學理工科系的香港學生，開設高等數學補底班。
課程架構設計不合理，對擅長數學者不公平
2006年，負責奧數培訓的教育評議會副主席許為天就質疑新高中學制，把舊學制五科數學合為一科不合理，指出報考會考和高考各高等數學科的學生人數，比中國文學科多一倍，比英語文學科更多超過20倍，然而新學制維持兩科文學的獨立選修地位，卻撤消高等數學科獨立選修地位。於是數學好的學生要在常規的必修科和選修科外，用額外時間學習數學延伸部分，加重學習負擔，是對他們不公平。
公開考試的題目大同小異
「香港數學奧林匹克之父」岑嘉評批評香港教育制度一直只為應付考試，過度操練令學生感到枯燥，甚至對數學失去興趣，將來再也不願從事相關研究。岑嘉評指，香港教育制度過分「死板」，每年公開考試的題目大同小異，若稍為「離譜」，學生就全軍盡墨。學校課程要跟「譜」，奧數就相反，較為刺激，正好作為平衡，並解釋，奧數專為「叻」學生而設，透過艱深題目喚起學生興趣，發掘潛能。
校本評核難以實行
教育當局原計劃在新高中數學科必修部分，一如其他科目般引入「校本評核」，受到數學教師質疑是否可行。中學資深數學科教師梁子傑，指出數學發展是從具體到抽象，高中數學科應教導學生作抽象思維，但2007年教育統籌局舉辦的「新高中數學課程學習評估」講座，許多講者只能提出用尺量度，代入公式等很低層次的評估活動，無需高階的抽象思維，大多數活動甚至只用到初中數學知識；更有甚者，有活動竟然拿一條懸垂的繩子（懸垂線）「驗證」為形似二次函數曲線，灌輸學生錯誤觀念。他指出如改為用理論研究繩子形狀，需用到微分方程，又超出高中數學範圍（屬於舊制香港高級程度會考應用數學）。他反問若官方也找不到適合高中數學科的評估活動，數學教師又如何能找出來。當局一直未定下推行數學科校本評核的時間表，但仍保留在課程中，直至2013年檢討新高中後宣布，自2016年文憑試起，取消數學科的校本評核。

### 視覺藝術科
考評制度及師生支援惹關注
香港美術教育協會公開評批視覺藝術科考評制度及對老師的支援，當中包括
- 「評賞與創作真的有必然關聯?」
- 「新的考評機制能否公平地考核視藝科學生?」
- 「教師工作量/壓力已瀕崩潰臨界點?」

當局組成「新高中視藝關注組代表」及「重構新高中視藝課程與考評論壇」以視關注。

### 旅遊與款待科
考試範圍及評分準則含糊
教育界直斥該科考試範圍過於廣泛及指引不清，評分準則含糊不清，令考生和教師無所適從。聖公會聖匠中學旅款科教師李智浩直指問題是教育局和考評局不協調，「課程中『旅遊與款待業趨勢及議題』一環，教育局只提供課程理論框架，內容由教師安排，但考評局出題目，就咩都可以考。」他舉例，文憑試考學生有關廉價航空公司的問題，惟教育局從未提供相關教材，「旅遊業咁多嘢可以教，但無清晰指引，都唔知要點樣教。」
預料將有「殺科潮」
2012年，旅款科全港考獲二級或以上成績的合格率，只有六成七，反觀歷史科高達九成二，生物科也有八成九；而旅款科考獲「5*」或以上的比率，不足百分之一，物理科高達百分之九，中國歷史科也約有百分之四點五。聖公會聖匠中學校校長吳嘉鳳稱「學校見到呢個成績，未開旅款科嘅唔敢開，有開嘅都有疑慮，我知有啲學校考慮取消呢科，可能仲會有『殺科潮』。」

### 資訊及通訊科技科
與全球各國推行編程教育（Coding Education）背道而馳
廖詩颺指香港編程的學生數目大幅減少，與全球推行編程教育的方向背道而馳。

### 企業、會計與財務概論科
企業、會計與財務概論科是將舊制會考的「商業」及「會計學原理」、高考的「企業概論」及「會計學原理」四科合併。原本在舊制只任教其中一科的教師，在新高中要兼教原為另一科目的課程，引起不少中學教師反對。一般程度的商科生，原本多以英文考會計科，而以中文考商業及企業概論科，因會計行業以英文為主要語言，且會計英文用語規格變化不大，而商業科及企業概論科若用英文，對考生英文程度要求很高，但「企業、會計與財務概論科」的考生被迫只能選擇中文或英文考全科。「企業、會計與財務概論科」課程內容被批評為廣而不專，有組織發起「企會財課程關注組 BAFS Concern Group」，要求把該科分拆，適合更多同學修讀。

### 應用學習科和職專教育
教師抗拒職專教育
香港教育大學教育政策與領導學系講師許漢榮稱，自上世紀九十年代起，香港的工業中學與職業先修學校慢慢在社會消失，所有學校都變成了文法學校，「像倒模一樣，沒有特色」。他指出，過去文法學校、工業學校、職業先修學校三者可各自發展不同特色，特別在課程、師資培訓上各有千秋。然而，當所有學校變為文法學校，校內科目幾近一樣，家長及學生選校時只剩下一個標準，便是學校的公開試成績。故此，學校為了保住收生率，順理成章催谷學生考好公開試，灌輸以入大學為唯一目標的思想。特別是近年學生人數下降，不少學校面對收生不足的壓力，催谷風氣更盛。於是學校的生存空間與學生的前途，便成為校方與教師的矛盾。
推廣職專教育失敗，問題不只在於前線教育工作者，更重要的是在現行教育制度下，職專教育的定位仍然不如大學教育。曾為推廣職業專才教育專責小組成員之一，現為香港輔導教師協會副主席的何玉芬回顧專責小組的工作，承認討論未夠全面，「很可惜的是，我們未必會挖到很深的制度問題⋯⋯這種（以入讀大學為唯一升學路徑的）想法，背後是社會風氣──成績好的學生是一定要讀『神科』的。」
大學收生重學術科目，新高中課程欠缺多元發展
新高中課程雖然多元發展，但仍然難除一試定生死之惡名，學生過度操練、「讀死書」的情況普遍。大專院校的收生準則，仍多看重成績，甚至不設面試，少有考慮學生其他方面（如運動及藝術）的成就。按文憑試的乙類應用學習科目之課程設計，院校理應全面承認這些科目，但截至2017年，全面承認這些科目的資助院校仍只有香港教育大學。在此制度下，學生只好埋首操練，犧牲個人興趣，對考試以外的事情漠不關心，也有違新高中、教改的目標。
報讀人數甚少
文憑試的乙類應用學習科目甚少人報讀。例如由香港演藝學院開辦的課程「由踐入藝：粵劇入門」報讀人數為0 。香港科技專上書院開辦的應用商業研究僅得4人。公關及廣告亦只有12人報考。
輕視職專教育
近年愈來愈多職專教育學生或畢業生在國際比賽中獲獎，香港社會風氣一直視職專教育為次等教育，以致埋沒了不少學生的天賦。
2017年，香港教育大學的研究指出，近七成港人對職專教育感到陌生，而且大部分人視職專教育為大學以外的次等選擇。林鄭月娥在2017年施政報告中表明，政府將會落實「推廣職業教育專責小組」建議包括將「職業教育」易名為「職專教育」，以強調專業，並用社交媒體、專門網站等不同渠道宣傳。

### 師生家長壓力和適應能力
受訪學生指核心科目致壓力大
民間青年政策倡議平台於2019年4月19日發表調查報告，有7成以上學生認為四個核心主修為自己壓力；其中以中文科壓力評分最高，尤其考核模式、課程內容或架構、專題研習（SBA），加上中文科範文推行後，同學要花大量時間背誦及閱讀課外知識。有過半數學生認為應簡化DSE模式及課程內容，如刪減範文、降低文言文佔分比例，及取消卷三聆聽及綜合卷，亦有3成7學生認為應檢討SBA的佔分比例。
7成同學認為通識科目中專題研習（IES）為壓力來源。經常因專題研習接受同學訪問的立法會議員區諾軒指學生連研究方法都分不清楚；民間青年政策倡議平台幹事何詩慧指，香港課程設計甚少使用專題研習認識深入探究議題，學生普遍未能掌握其中技巧，現時學校課程檢討專責小組只集中對通識科課程進行檢討及改革，未有對其他主修科進行整體檢討。加上專責小組沒有學生參與，檢討方向未能貼近學生需要，壓力問題未能根治。
一試定生死，學生對公開試補習需求日增
隨著香港中學會考和香港高級程度會考被香港中學文憑所取締，讓學生原校升讀高中，同時也造成「一試定生死」的局面。新學制沒有減低學生補習意欲，相反，學生和家長因為新學制所帶來的恐懼與不安，對補習社仍舊趨之若騖。其中，中文科補習之風最為嚴重，補習人數幾乎等於英文、數學和通識補習人數之總和，而近半考生成績不合大學最低入學要求，反映考試成績隨機，不能反映學生母語能力。
操卷文化風氣極盛
2016年香港公共圖書館的借閱紀錄中，文憑試中文及英文科試題分別登上成人中文和英文非小說類書籍中借閱量榜首，借閱量達1.4萬次及1.3萬次。另外，即使高考取消多年，但高考英文科舊試題仍有逾3000人借閱，借閱量僅次於文憑試英文科排第2，借閱量反映考生除積極補習外，亦經常操練過往歷屆試題。
師資培訓，師生未適應新學制
由於學制和中學課程改革兩者同時出現，對教師或學生，在能力和適應問題上都出現重大困難。學制改革不單對教學文化和習慣造成很大的衝擊，甚至有教師因課程刪除要轉教其他科目，影響教學質素；而課程改革，包括通識科作為必修科及各科都要嘗試校本評核等，課程教學和評核更直接影響學生學習效果，例如校本評核分數會受同校同學成績影響。
學生產生挫敗感
學友社學生輔導中心副總幹事吳寶城認為，社會價值觀是學生壓力的主要來源，目前香港教育很注重競爭，「這個競爭由幼稚園開始，到小學，到中學都有。很多學生可能在學校裏面其實最著重就是與他人競爭。」一些學生感覺不適合新學制或自覺不是讀書材料遂產生挫敗感；而家長期望過高，大學學額競爭激烈亦對學生造成過多壓力。
中學生議會發言人黃泳其表示，壓力來自師長對自己的學業有所期望，加上社會存在「分數等如一切」的價值，令學生長期受壓，強調學生自殺非因不成熟，而是對生存失去動力。教育評議會關注駐校教育心理學家不足，學友社則認為新高中課程的術科門檻過高，埋沒學生興趣。。

### 升學制度
政府官員不信任香港教育制度
教育局局長楊潤雄率先安排子女由幼稚園起就讀國際學校，楊在電台節目坦承，「兩名子女過去均就讀國際學校，但解釋因為他派往外地工作回來後，覺得香港教育制度較「複雜」，不想深究，入讀國際學校是「方便適應』」。
一直關注教育議題的香港電影導演張堅庭評批「教育局長大權在握，一切都以制度及公平為主，但容易出現因循苟且，以制度為先，不以學生為本，最人格分裂的時候莫過於大部分教育局的高官子女都在外國升學，他們設計的，他們自己不使用，哪有喬布斯用三星電話而不用蘋果電話的呢！」。
家長學生逃向國際學校
根據教育局回覆立法會議員查詢的文件，逾3成國際學校於2017/18學年超收本地生。當中京斯敦國際學校和耀中國際學校的學生中，均有高達7成是本地生，朗思國際學校亦有高達6成是本地生，嚴重超出教育局要求。蘇浙小學及蘇浙公學（國際部）之學生就有近58%為本地生。英基學校協會屬下亦有5間學校本地生比例超過3成。數據反映本地學生和家長對國際學校需求甚大，對香港學制投下不信任票。
扼殺學生發展空間和可能，三輸局面
以往升讀大學必修科只有中、英兩科，但如今卻變成中、英、數再加上通識科，學生須兼顧指定學科的成績，香港社會視成績是成功的單一因素，即使專長體育、藝術、文學或科學，但其它成績不理想也無法進入大學，即使校長推薦計劃，運動員計劃，最終未能符合最低入學成績。教育工作者陳美齡認為，香港現有的專上教育錄取制度過分被分數主導，並指出：「外國招生除了看SAT、ACT等能力考試外，學生還需要寫文章闡述自己繼續升學的原因，附上發表過的論文及師長推薦信等，讓學校能用充分時間全面認識和了解學生。這樣讓學校全面地認識一個學生，才判斷要不要錄取。」目前香港採用大學聯合招生辦法（JUPAS），按學生分數與所選的大學學科進行配對，但評論認為，目前機制流於表面，制度僵化，宜開放更多升學途徑選擇，不然最終只會造成三輸局面：學生沒得到可以持續進修的機會、大學難以吸納最優秀合適的學生、社會人才不能發揮所長。「試想像一個很有數學天分的學生，但他中文成績可能考不到第3級，在DSE和JUPAS的框架下，已經喪失進入大學的機會。」
收生標準偏袒外國試，非聯招取錄趨勢上升
近年愈來愈多直資學校及私校開辦海外課程，修讀課程的本地生增加，報讀非聯招的人數有所增長，而文憑試考生下跌導致尖子人數減少。香港浸會大學附屬學校王錦輝中小學校長陳偉佳指某些學系是考慮到課程特色，而取錄較多非聯招學生，不能一概而論，「例如環球商業學，原意是讓生源有多元化的組合，尤其IB課程有更多海外交流經歷，這樣的國際視野對課程很重要。」經由非聯招報讀大學的競爭較低，學生有機會以相對較低的成績入讀熱門科目，因此以海外學歷報考大學具一定優勢。有中學老師坦言，本港教育制度朝令夕改，DSE文憑試課程便是一大例子，令學生紛紛改以海外學歷報讀本港大學。立法會議員擔心有學系傾向取錄持海外學歷的學生，對DSE學生造成不公平。教育界立法會議員葉建源引述資料指出，外國試收生佔醫科等熱門學科比例高達3成至5成，受港生熱捧的非本地課程考試國際文憑大學預科課程（IBDP）及普通教育高級程度證書（GCEAL），2017年取得最高等級人數比例，均高於香港中學文憑試考獲5**比例，遠比DSE易取高分，葉建議參考英國的考試分數換算機制，規定所有學科公佈非聯招收生成績，及為每個學科的非聯招收生設立上限。非本地課程考試考取高分成績遠比香港中學文憑試的寬鬆和容易，同樣是本地生，在個別非本地課程考試中取得最高等級的人數比例，比在香港中學文憑試中取得最高等級的人數比例，多出18.5倍。由於各院校並未有清晰透明的成績換算公式，做法並不符合「擇優取錄」的精神和原則，帶來嚴重的社會不公平，不但衝擊香港公開考試和收生制度，甚至可能帶來社會不安定。
陸生報考成風
自從2012年開始，香港文憑試就面向中國大陸開放報考。無論是何省份的學生，沒有戶籍限制，都可以報考，並且在大學錄取時，大陸學生和香港學生的標準是相同，故稱「香港中學文憑考試」為「香港高考」。有媒體訪問曾應考香港中學文憑考試的大陸考生，發現由於大陸高考競爭太大，難以用大陸高考成績考入香港的大學，故此報考香港中學文憑考試及補習班以作準備，最後獲得香港一所大學取錄。受訪者稱：「DSE與高考範圍相似，部分科目更較為淺易。他以數學科為例，高考不准帶計算機入場，而且題目較艱深，坦言DSE數學科只達大陸的初中程度。中文科方面，DSE寫作卷題目比高考有較多指示，考生更易捉緊文章脈絡。DSE題目亦常與中國文化概念相關，如五倫和儒家等，有利熟讀古文的大陸考生。DSE中文科考試範圍新增了範文，該批範文為大陸高中必背範圍，包括《岳陽樓記》等，相信考核範文會成為陸生的優勢。至於選修科如地理和歷史，課程內容與高考相似，雖答題形式不同，但只要看懂題目就能答到。」

### STEAM教育
重產業資助，輕師資培育
教育局大手筆投放資源，各中小學各獲10萬元及20萬元的一次性津貼外，每校可額外申請優質教育基金下最多200萬元的「公帑資助學校專項撥款計劃」，以及從5.5億元的教育發展基金申請津貼。2018年財政預算提出在未來三個學年撥款5億元推動「中學IT創新實驗室」計劃，用以購買資訊科技設備及舉辦創科活動。教育局首席教育主任鄭銘強回應，STEM不是全新課程或全新科目，而是透過現有相關的課堂進行，故毋須額外增設課時。在繁多的中小學課程中再加入新內容，卻令前線教師壓力更大。有研究指七成中學教師認同課時不足是推動STEM教育的一大困難。當前線老師反映課程已非常緊湊，額外的STEM教育是包袱；同時須花額外時間就不同硬件設計一套完整而持續的課程，結果令本來工作已經忙碌的老師百上加斤。
欠官方教材或課程設計
教育界立法會議員葉建源指出，STEM有新的元素例如編程、新科技等；但科技日新月異，課程必須持續更新，唯欠官方教材或課程設計配合。
資源缺乏
香港青年協會調查發現，近四成受訪中學教師認為，政府提供相關教育資源不足夠。不少教師反映有學校花大量金錢購買相關設備後，因不懂運用或物料費用昂貴，令到設備未能產生最大功效，亦達不到原本的目的，構成資源浪費。

### 大學本科和專上教育
銜接課程問題
香港中文大學《大學線月刊》學者訪問，指有部分學生不適應大學的學習要求，由於新學制下的高中課程內容較以往預科課程淺易，學生因而出現銜接大學課程的問題；因為學制改變或令高中學生未如以往預科學生般，能在預科階段體驗「大學課程」內容和學習模式；亦有高中學生缺乏時間考慮升學意識，生涯規劃不足或「選錯科」，獲取錄後才發現自己未能將握課程內容；亦有人指出數據反映出到現時新一代年輕人所追求與以往不同。
預料「退學潮」將成趨勢
大學教育資助委員會的數據顯示，2015至2016年有1179名學士學生終止學業，比六年前高出近一倍，當中以港大輟學人數為最多（232人），其次為理大（225人）及中大（191人）。記者查看十年數據，發現實行新高中學制前，大學退學人數一直維持七百人左右，直到2012年第一屆中學文憑試（DSE）舉行，退學人數急升至1112人，之後每年退學人數一直過千。香港經濟日報報道指自2012年推行新學制以來，大學每年有過千學生中途退學，比以往增加約一倍，其中2016-17年度退學人數更創新高，有超過1200名學生退學。當中轉校佔了三成，其次是被大學終止學業，亦有兩成是個人原因而退學。
研究青少年生活及職業發展的中大社工學系副教授陶兆銘認為，退學人數急升和教育制度改革有關。DSE「一試定生死」，學生就只應考一次公開試，缺乏時間深入考慮讀大學的意義。

## 參閱
1. ↑   (PDF).   [2019-06-25]. （原始内容存档 (PDF)于2018-10-09）.
2. ↑   (PDF).   [2019-02-28]. （原始内容存档 (PDF)于2013-06-16）.
3. ↑  並非以華語（廣東話或普通話）為母語的學生、如少數族裔學生則例外
4. ↑  也包括香港公開大學經聯招報讀的課程。
5. ↑   (PDF).
6. ↑   (PDF).   [2013-01-16]. （原始内容存档 (PDF)于2013-01-31）.
7. ↑  香港中學文憑英國語文科與國際英語水平測試（IELTS）基準研究結果 http://www.hkeaa.edu.hk/DocLibrary/MainNews/press_20130430_chi.pdf （页面存档备份，存于）
8. ↑  . 明報. 2018-12-13  [2019-11-17]. （原始内容存档于2019-11-17）.
9. ↑  .   [2019-01-18]. （原始内容存档于2019-01-19）.
10. ↑  .   [2020-09-27]. （原始内容存档于2019-05-10）.
11. ↑  .   [2020-09-27]. （原始内容存档于2019-05-11）.
12. ↑  趙志輝. . 明報. 2016-03-08  [2023-03-25]. （原始内容存档于2023-04-21）.
13. ↑   (PDF). 香港特區政府教育局. 2016. （原始内容 (PDF)存档于2018-06-12）.
14. ↑  . 香港01. 2023-10-27  [2024-02-19].
15. ↑   (PDF). 香港特區政府立法會. 2004-12-20  [2024-05-22]. （原始内容存档 (PDF)于2024-05-22）.
16. 1 2  雷其昌. . 星島日報. 2013-02-25.
17. ↑  譚彩鳳.  (PDF) (第五十五輯第一期). 教育研究集刊: 頁42. 2009年3月  [2019-02-19]. （原始内容存档 (PDF)于2018-04-14）.
18. ↑  . 進步教師同盟. 2016-11-14  [2020-09-27]. （原始内容存档于2019-05-10）.
19. 1 2  Cliff Yeung. . 香港01. 2017-12-09  [2020-09-27]. （原始内容存档于2019-05-09）.
20. ↑  黃家樑. . 信報. 2015-03-14.
21. ↑  〈教界狂轟會令學生變空心老倌，會考大改革高中生免讀中文範文〉 （页面存档备份，存于），《蘋果日報》，2005年5月10日。
22. ↑  〈中不成英不就，教育改革失敗〉 （页面存档备份，存于），《太陽報》，2010年5月11日。
23. ↑  .   [2018-12-18]. （原始内容存档于2015-09-24）.
24. ↑  . 香港教育局. 2017  [2019-03-06]. （原始内容存档于2019-03-06）.
25. ↑  . 星島日報. 2012-03-30  [2024-02-19]. （原始内容存档于2024-02-19）.
26. ↑  . 文匯報. 2013-04-19  [2023-05-25]. （原始内容存档于2023-05-25）.
27. ↑  莊太量. . 頭條日報. 2019-03-29  [2023-04-22]. （原始内容存档于2024-02-19）.
28. ↑  . 香港經濟日報. 2016-04-05  [2023-04-23]. （原始内容存档于2023-04-26）.
29. ↑  . 香港01 https://www.hk01.com/article/111465. 外部链接存在于|publisher= (帮助)
30. ↑  . 蘋果日報. 2015-10-08  [2016-07-23]. （原始内容存档于2016-08-17）.
31. ↑  , 明報, 2018-01-08  [2019-02-01], （原始内容存档于2018-11-05）
32. ↑  .   [2019-03-04]. （原始内容存档于2019-03-06）.
33. ↑  .   [2019-03-04]. （原始内容存档于2019-03-06）.
34. ↑  . 星島日報. 2006-01-02. （原始内容存档于2019-09-29）.
35. ↑  . 明報. 2018-03-22  [2020-09-27]. （原始内容存档于2019-05-11）.
36. ↑  楊佩珊. . 2017-03-20  [2023-02-07]. （原始内容存档于2023-04-15）.
37. ↑  許為天. . 星島日報. 2006-11-23.
38. ↑  .   [2020-09-27]. （原始内容存档于2019-05-10）.
39. ↑  . 香港考試及評核局. 2009-09-10  [2023-02-07]. （原始内容存档于2023-02-07）.
40. ↑   (PDF). 香港考試及評核局.   [2023-02-07]. （原始内容存档 (PDF)于2023-02-07）.
41. ↑  梁子傑.  (PDF). 數學教育. 2007, (24)  [2023-02-07]. （原始内容存档 (PDF)于2023-02-07）.
42. ↑   (PDF). 香港考試及評核局.   [2023-02-07]. （原始内容存档 (PDF)于2023-02-07）.
43. ↑   (PDF). 教育局. 2013-04-30  [2023-02-07]. （原始内容存档 (PDF)于2023-03-24）.
44. ↑   (PDF).   [2019-02-25]. （原始内容 (PDF)存档于2011-11-10）.
45. ↑   (PDF).   [2019-02-25]. （原始内容 (PDF)存档于2011-11-10）.
46. ↑  .   [2019-03-13]. （原始内容存档于2019-05-10）.
47. ↑  .   [2020-09-27]. （原始内容存档于2019-08-22）.
48. ↑  許為天. . 星島日報. 2006-12-07.
49. ↑  .   [2022-01-03]. （原始内容存档于2020-11-03）.
50. ↑  . 香港01. 2019-01-09  [2020-07-29]. （原始内容存档于2019-05-09）.
51. ↑  . 香港01. 2018-04-30  [2020-07-29]. （原始内容存档于2019-05-09）.
52. ↑  .   [2019-03-11]. （原始内容存档于2016-09-23）.
53. ↑  . 香港01. 2018-08-31  [2020-07-29]. （原始内容存档于2019-05-10）.
54. ↑   (PDF).   [2019-02-27]. （原始内容存档 (PDF)于2019-10-12）.
55. ↑  .   [2020-09-27]. （原始内容存档于2019-05-09）.
56. ↑  黃汶欣.  (PDF).   [2019-01-18]. （原始内容 (PDF)存档于2019-01-19）.
57. ↑  .   [2020-09-27]. （原始内容存档于2019-05-09）.
58. ↑   (PDF).   [2019-03-22]. （原始内容存档 (PDF)于2019-03-22）.
59. ↑  .   [2019-03-26]. （原始内容存档于2019-03-26）.
60. ↑  . 東網. 2018-09-10  [2019-02-20]. （原始内容存档于2019-03-27）.
61. ↑  . 明報. 2018-09-10  [2019-02-20]. （原始内容存档于2018-09-11）.
62. ↑  .   [2020-09-27]. （原始内容存档于2019-05-11）.
63. ↑  . 明報. 2018-10-19  [2020-09-27]. （原始内容存档于2019-05-10）.
64. ↑  潘希橋. . 香港01. 2017-10-25  [2020-07-29]. （原始内容存档于2020-08-07）.
65. ↑  . 明報. 2018-10-07  [2020-07-29]. （原始内容存档于2018-10-08）.
66. ↑  .   [2020-09-27]. （原始内容存档于2019-05-12）.
67. ↑  . 香港經濟日報. 2018-04-18  [2020-07-29]. （原始内容存档于2019-05-09）.
68. ↑  .   [2020-09-27]. （原始内容存档于2019-05-11）.
69. ↑  .   [2019-03-25]. （原始内容存档于2019-05-09）.
70. ↑  .   [2019-05-30]. （原始内容存档于2019-05-30）.
71. ↑  . 香港經濟日報. 2018-09-04  [2020-07-29]. （原始内容存档于2019-05-09）.
72. ↑  .   [2019-05-23]. （原始内容存档于2019-05-23）.
73. ↑  .   [2019-02-27]. （原始内容存档于2019-02-27）.
74. ↑  . 眾新聞. 2018-03-05  [2020-07-29]. （原始内容存档于2019-05-09）.
75. ↑  香港01 香港教育走錯了路嗎？｜01周報 https://www.hk01.com/周報/257966【STEM教育】學生創科能力倒退　香港教育走錯了路嗎？｜01周報. 2018-11-12  [2021-07-29]. （原始内容存档于2019-03-04）. 缺少或|title=为空 (帮助)
76. ↑  . 香港01. 2019-03-03  [2020-07-29]. （原始内容存档于2019-05-09）.
77. ↑  . 明報. 2018-01-14  [2020-07-29]. （原始内容存档于2019-06-01）.
78. ↑  . 有線新聞. 2018-02-17  [2018-02-17].
79. ↑  .   [2019-03-27]. （原始内容存档于2019-03-27）.
80. ↑  . 香港經濟日報. 2019-02-13  [2020-07-29]. （原始内容存档于2019-05-09）.
81. ↑  . 香港經濟日報. 2017-12-21  [2020-07-29]. （原始内容存档于2019-05-10）.

- 鄭燕祥，教改異化 九大後患（页面存档备份，存于），2006年4月7日
- 《社會變了》，教統局放在香港教育城的錄影節目
- 安徒，本末倒置的大學年制爭議（页面存档备份，存于），信報，1994年10月30日
- “三三四”撥亂反正（页面存档备份，存于），2004年10月21日
- 新界西通識教育專業網絡

## 外部連結
- 教育局 - 高中及高等教育新學制（页面存档备份，存于）
- 香港教育討論 - 一些新舊學制的剖析